# Carpolestes simpsoni
Carpolestes simpsoni es una especie extinta de Plesiadapiformes, uno de los primeros mamíferos del tipo de los primates que aparecen en los registros fósiles durante el Paleoceno tardío. C. simpsoni tenía dedos capaces de agarrar, pero no tenía ojos de posición frontal.
Con un peso de aproximadamente 100 gramos, C. simpsoni se cree que estaba adaptado para un hábitat arbóreo. Tenía un dedo grande con uña opuesto a los otros dedos, lo que le permitía aferrarse bien a las ramas. Al igual que otras especies de Carpolestes, la morfología dental de C. simpsoni estaba especialmente adaptada para comer frutas, semillas e invertebrados.